# Chiesa di Maria Santissima Assunta (Santa Croce)
La chiesa di Maria Santissima Assunta si trova sulla piazza di Santa Croce, frazione del comune di Ceppaloni in provincia di Benevento, parrocchia di San Nicola Vescovo, arcidiocesi di Benevento.

## Storia
La chiesa fu costruita nel 1950 dagli abitanti di Santa Croce con l'intento di riedificare su nuovo sito l'antica chiesa di Santa Maria in Piano distrutta in un movimento franoso nel 1916. L'edificio fu realizzato utilizzando in parte il materiale di risulta dell'antica chiesetta. Nella chiesa si conserva la statua settecentesca di Maria Santissima che reca in braccio il Bambin Gesù; un'iconografia del tutto inconsueta per la Maria SS. Assunta.

### Santa Maria in Piano
La chiesa, che risaliva almeno al XV secolo, si trovava sull'antica strada che da Ceppaloni conduceva, passando per Santa Croce, alla terra di Altavilla. La chiesa, pur di modeste dimensioni, era un santuario dedicato alla Madonna dell'Assunta che ancora nel XVIII secolo era oggetto di pellegrinaggi dai paesi limitrofi e di particolari riti devozionali. 
L'importanza era tale che al XVI secolo la parrocchia ceppalonese eretta in collegiata era intitolata a "Santa Maria in Piano ed annessa di San Nicola".
Su indicazioni dell'arcivescovo card. Vincenzo Maria Orsini, fu oggetto di un importante restauro intorno al 1715. Nel 1717 la chiesetta fu concessa in giuspatronato alla famiglia Iannotti, il che generò un contenzioso prima con l'Università di Ceppaloni e nel 1796 con la parrocchia di San Nicola di Ceppaloni, che ne rivendicava la proprietà.

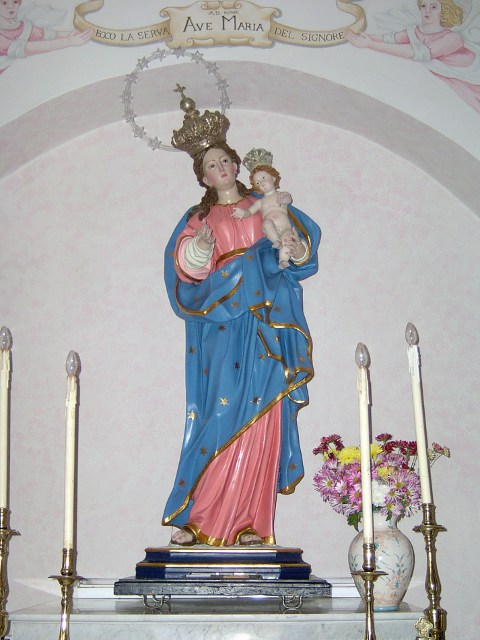
Madonna dell'Assunta

Fu ricostruita nel 1797 a seguito di una frana accaduta dieci anni prima. Nel 1916 crollò definitivamente sempre a causa di un movimento franoso. Dalla rovina si salvò miracolosamente la statua di Maria SS. Assunta che oggi è conservata nella nuova chiesa in Santa Croce.